# Jeux d'eau (Ravel)
Pour la notion en général, voir Jeux d'eau.
 (décembre 2023).
Si vous disposez d'ouvrages ou d'articles de référence ou si vous connaissez des sites web de qualité traitant du thème abordé ici, merci de compléter l'article en donnant les références utiles à sa vérifiabilité et en les liant à la section « Notes et références ».
Jeux d'eau est une pièce pour piano de Maurice Ravel composée en 1901, à son domicile 19 Boulevard Pereire à Paris, dédiée à son maître Gabriel Fauré et créée le 5 avril 1902 par Ricardo Viñes. La partition porte en épigraphe une citation d'Henri de Régnier : « Dieu fluvial riant de l'eau qui le chatouille ». L'exécution de l'œuvre réclame environ cinq minutes. L'œuvre porte la référence M.30, dans le catalogue des œuvres du compositeur établi par le musicologue Marcel Marnat.

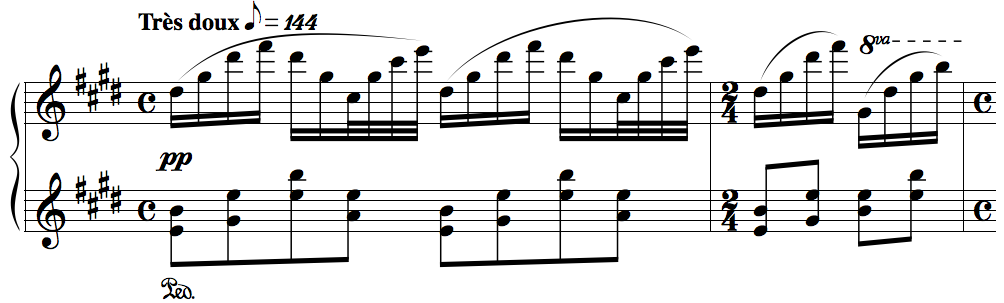
Début de Jeux d'eau

Bien que la réputation de debussyste et d'impressionniste de Ravel date des Jeux d'eau, c'est chez Liszt (Au bord d'une source, 1855 et Jeux d'eau à la villa d'Este, 1883) qu'il faut chercher les sources du compositeur.

« Les Jeux d'eau, parus en 1901, sont à l'origine de toutes les nouveautés pianistiques qu'on a voulu remarquer dans mon œuvre. Cette pièce, inspirée du bruit de l'eau et des sons musicaux que font entendre les jets d'eau, les cascades et les ruisseaux, est fondée sur deux motifs à la façon d'un premier temps de sonate, sans toutefois s'assujettir au plan tonal classique. »

— Maurice Ravel, esquisse autobiographique, 1928.
Fauré tenait les Jeux d'eau en grande estime, mais Saint-Saëns ne voulut voir dans cette pièce d'avant-garde qu'une « cacophonie ». Pourtant, l'œuvre connut rapidement un grand succès, affirma définitivement la personnalité musicale de Ravel et eut une influence sur plusieurs de ses contemporains dont Debussy (Préludes, Études). Sa brièveté et sa douceur en font une page prisée des concerts.